# 歐洲協調

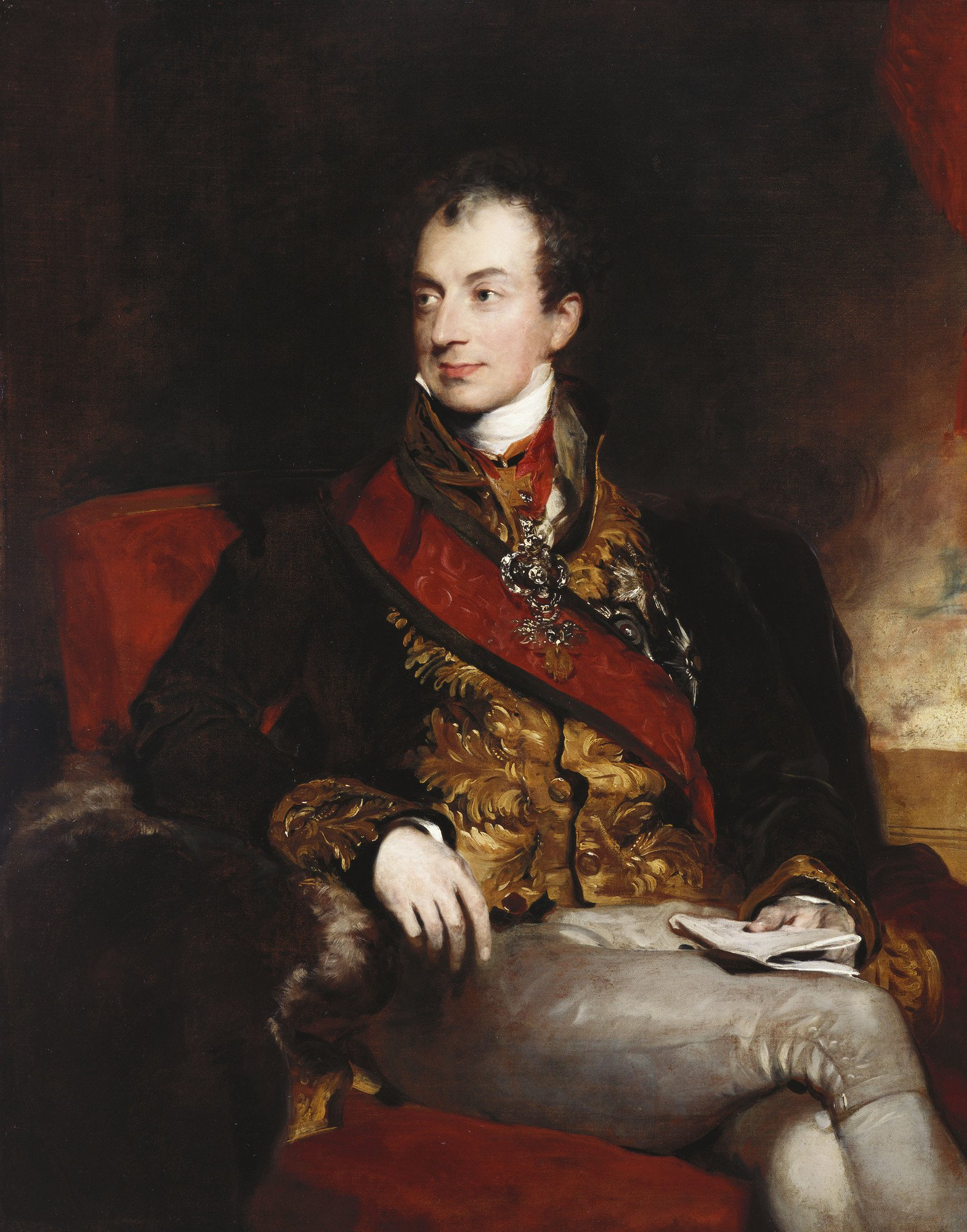
克萊門斯·梅特涅，歐洲協調的創建者。

歐洲協調（法语：Concert européen，英语：Concert of Europe），又稱為會議制度（法语：Système du Congrès de Vienne，英语：Congress System），是1815年至1900年左右出現在歐洲的勢力均衡，保護各王國既得利益，對抗民族主義和革命浪潮。其創建成員為英國、奧地利、俄羅斯、普魯士，均屬摧毀了拿破崙帝國的四國同盟成員。稍後，法國亦加入成為協調的第五個成員。最初，歐洲協調的領導人物為英國外交大臣卡蘇里子爵、奧地利帝國首相梅特涅及俄羅斯帝國皇帝亞歷山大一世。

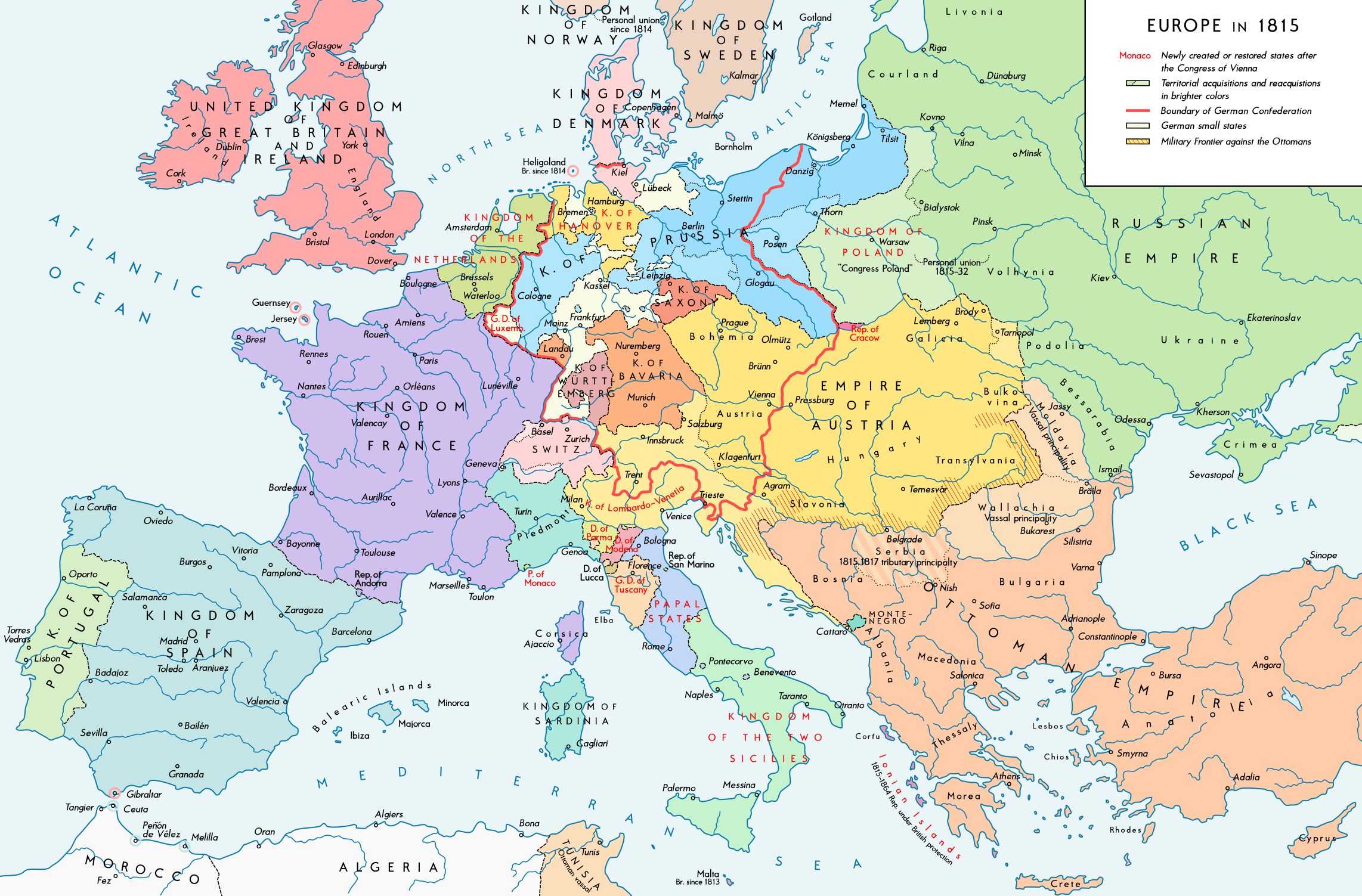
1815年維也納會議後的歐洲。

在19世紀時，歐洲協調的理念其實是藉由不同政治協定及外交經驗的累積，逐步建立及發展起來的，其中最重要的首推維也納會議及其相關的協定。廣義的維也納協定更包括儲蒙條約、1814年巴黎和約、1815年巴黎和約、維也納協定、神聖同盟、四國同盟。協調中曾經召開的會議，包括1814-15年在維也納、1818年在愛斯拉沙伯、1819年在卡斯巴德、1820年在特拉波、1821年在萊巴赫、1822年在凡羅拿、1830年、1832年和1838、1839年在倫敦。歐洲協調至克里米亞戰爭時開始瓦解。1878年柏林會議為最後之歐洲協調。由於各強國之間的衝突連連，致令協調難以達成，最終會議制度於第一次世界大戰爆發時即告完全消失。一戰後，凡爾賽體系取代了歐洲協調成為新的勢力均衡。

## 起源
過去已有人構思並提倡建立一個歐洲聯邦，如戈特弗里德·萊布尼茨、初代格倫維爾男爵。梅特涅綜合歐洲聯邦的想法，及權力平衡的概念，提出了歐洲協調，即各強國之野心被其他強國所制約。
自1792年起爆發法國大革命戰爭以來，至1815年拿破崙一世被流放至聖赫勒拿島，歐洲各國數度處於法國對外擴張所引發的戰爭中。同時法國的四處軍事征服已引致自由主義的大幅散佈整塊歐洲大陸，導致很多國家也採用了拿破崙法典。基於對法國大革命的激進主義的反對，歐洲各傳統的封建王國統治階層均決心於壓抑自由主義及民族主義，將歐洲回復至1789年前的情況。普魯士、奧地利和俄羅斯組成了神聖同盟，以維護基督教的社會價值觀及傳統的君主主義。除了英國以外，其餘反法同盟的成員國均隨即加入了神聖同盟。

## 歐洲復辟
歐洲復辟是標誌著叛亂、工業革命和中產階級的興起，這段時期常指1814至1848年，反映在法國大革命戰爭及拿破崙戰爭以後，君主主義對其國民（如意大利的燒炭黨）或軍隊（如俄國的十二月黨人），為保持其合法統治所作出的爭鬥。
歐洲一些專制君主，如葡萄牙王國的若昂六世、兩西西里王國的費迪南多一世、普魯士王國的腓特烈威廉三世和法蘭西王國的查理十世，均視國民的反抗為對其統治的威脅。作為回應，他們試圖維護其保守主義及君主主義的合法統治，但卻反而加強了反抗。
歐洲人民渴望改變的意慾，最後在1848年革命的廣泛散佈中完全顯露出來。專制君主只能選擇像奧皇斐迪南一世遜位，或是立憲改革。在這段動盪時間，歐洲大陸各國已經被成功推行工業革命的英國所拋離。
早期歐洲復辟行動
- 維也納會議（1814-1815年）
- 波旁復辟（1814-1830年）

確保歐洲復辟的同盟
- 神聖同盟（1815-1825年）
- 四國同盟 （1814-1818年）
- 五國同盟（1818-1825）
- 歐洲協調（1815-1848年）

歐洲復辟的失敗
- 1848年革命

1848年革命中不受影響的國家
- 俄羅斯帝國（幾乎沒有中產階段發動革命）
- 西班牙王國（各派不能團結反抗）
- 英國（善於與各派進行妥協）

## 梅特涅時代
梅特涅時代反映在1815年滑鐵盧戰役中拿破崙戰敗後，至1848年革命之間的歐洲政治。在維也納會議後，歐洲強國集體同意保持勢力均衡。此舉部份包括了協助鎮壓任何歐洲帝國境內的內部動亂。這段時期被標誌是舊專制政權，成功鎮壓著平民階層的起事。「梅特涅時代」一字取名於奧地利首相及外交家克萊門斯·梅特涅。他在這段時期操縱了奧地利及德意志地區的政治，並是證明當時反動態度的最佳例子。
梅特涅時代最後迎接來一個戲劇性的結束，因為歐洲的民族自決的渴求終於在1848年革命中一次過爆發出來。革命中几乎每個歐洲主要城市均有發生反抗。不過除了法國以外（因為法國民眾已經在二月革命成功推翻七月王朝），其他歐洲強國均普遍地成功鎮壓了反抗行動。然而，政府都必須作出了重大讓步（如奧地利皇帝斐迪南一世罷免了梅特涅本人），引致到日後的民族主義抬頭、德意志統一及意大利統一的行動，以及哈布斯堡王朝統治的緩慢衰落。

## 主要會議

### 亞琛會議
亞琛會議舉行於1818年10月，位於普魯士萊茵蘭的亞琛。其中有英國、奧地利、俄羅斯及普魯士所參與。會議主要議定的事項，包括駐法國佔領軍的撤退事宜、抑制奴隸貿易及巴巴利海盜、對付西班牙殖民地叛亂事宜。其中只有撤退法國駐軍成功，其他主要事項均被否決。

### 特拉波會議
特拉波會議舉行於1820年10月20日，位於奧地利波希米亞的特拉波。由於1820年革命的爆發，因此召開了是次會議。當中英國因為反對鎮壓那不勒斯王國的自由派，於是與法國一樣只派出觀察員。會議最後簽訂了《特拉波議定書》。此會議亦表現了東歐及西歐開始滋長的對抗。

### 萊巴赫會議
萊巴赫會議舉行於1821年1月，位於奧地利克拉尼斯卡的萊巴赫（今日斯洛維尼亞首都盧比安納）。這次會議是特拉波會議的延續。會議亦邀請了兩西西里的國王參與。英國同樣只派了觀察員出席，而法國則派了全權代表參與會議。會議決定奧地利出兵鎮壓那不勒斯的革命，並鎮壓了皮埃蒙特的革命。

### 凡羅拿會議

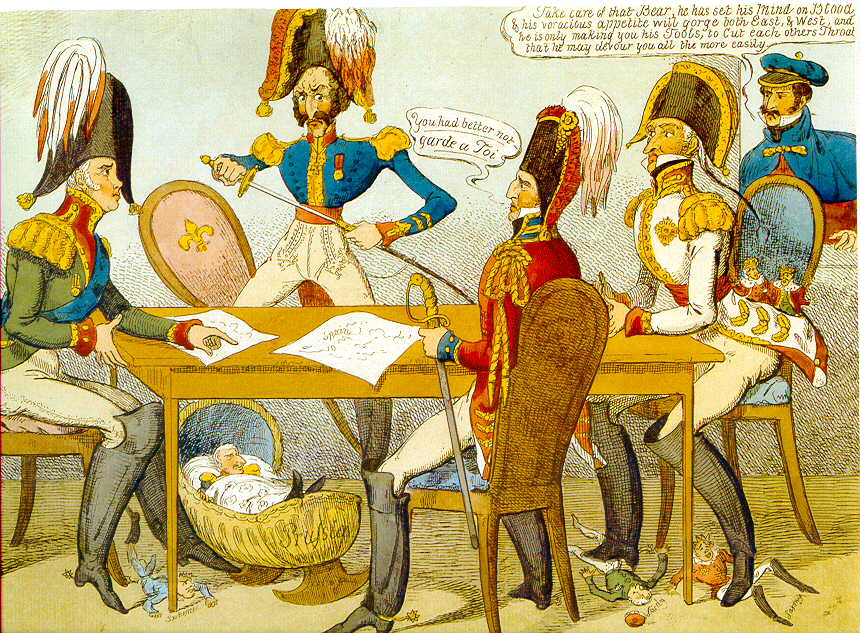
諷刺凡羅拿會議的漫畫。

凡羅拿會議舉行於1822年10月，位於奧地利威尼西亞的凡羅拿。這次會議英國派出了威靈頓公爵作代表，而非觀察員出席。會議主要決議關於西班牙革命及希臘獨立戰爭的事宜。最終決定不對希臘作出任何干預，而法國則派兵於1823年協助西班牙國王復位，並鎮壓了西班牙的自由派人士。經此會議後，英國外相喬治·坎寧決定退出會議制度，並採取光榮孤立的外交政策。

## 協調的結果
1822年，凡羅拿會議協調法國波旁王室是否能派兵進入西班牙，支援西班牙的保王派。當法王路易十八得到批准後，旋派遣大軍攻入西班牙，協助斐迪南七世復位。

1830年，比利時革命爆發。法國大使查理·莫里斯·德·塔列蘭-佩里戈爾向協調提出了瓜分比利時的計劃，但遭拒絕採納。最後，1839年的倫敦條約中各國決定讓比利時脫離荷蘭聯合王國，作為中立國獨立。

1830年塔列蘭的比利時瓜分計劃。比利時大部份領土由法國、荷蘭和普魯士瓜分，剩下的土地成立安特衛普自由邦，由英國保護。

## 協調的終結
經過早期的成功後，協調開始因為各強國的共同目標不敌各國之間的軍事、政治及經濟對抗而走向衰落。進一步的衰落發生，在1848年各國不約而同的革命，以及1860年代普魯士王國試圖統一德意志地區及日後的對外擴張。在19世紀下半葉，歐洲協調，受它以往參與者發動的戰爭所破壞：
- 1854-56年的克里米亞戰爭
- 1859年的第二次意大利獨立戰爭
- 1866年的普奧戰爭
- 1870-71年的普法戰爭

歐洲協調，在1878年柏林會議中，雖然成功重劃了巴爾幹半島上的政治版圖，然而舊的勢力均衡已被不可逆轉地改變了。兩個在普法戰爭後建立的新國家德意志帝國跟法蘭西第三共和國的長期對峙逐步將歐洲國家區隔成兩個敵對陣營。傳統的均勢為一連串不穩固的同盟條約所取代。20世紀初期，各大國已經正式分裂成為兩大陣營，英法俄三國協約及德奧意三國同盟，再加上各方面的衝突，最終爆發了第一次世界大戰，十九世紀的歐洲協調則隨之而告終。

## 外部連結
- Encyc: Concert of Europe